# Gris (jogo eletrônico)
Gris é um jogo independente de plataforma e aventura desenvolvido pela Nomada Studio e publicado pela Devolver Digital. Foi lançado no dia 13 de dezembro de 2018 para Microsoft Windows, MacOS e Nintendo Switch. Desde 2018 o jogo pode ser executado também no Ubuntu 20.04 LTS e outros sistemas Linux através do sistema Proton para jogos da Steam. Em 13 de dezembro de 2022, o jogo chegou a plataforma Xbox, sendo lançado para Xbox One e Xbox Series X|S.

## Recepção
Gris recebeu críticas "geralmente favoráveis" de acordo com o Metacritic. A EGMNow escreveu que "com um estilo artístico interessante e um admirável comprometimento com design minimalista, Gris consegue tornar um simples, frequentemente padrão, jogo de plataforma em algo que parece muito mais especial e importante".
O GameSpot declarou que "Gris entende intrinsecamente o quão mágico jogos eletrônicos podem ser e empurra sua imaginação sem parar até que que você esteja quase explodindo de alegria. Os modos pelos quais ele se reinventa à medida que você ganha força e mergulha mais fundo neste mundo é realmente especial, e assim como ele sabe exatamente como puxar a câmera de volta ou apresentar uma nova música, é precisamente ciente de quando é hora de dizer adeus. Como um cometa cortando os céus, Gris é cheio de maravilha e beleza, deixando você com um aconchegante luminar em seu coração".
Neste game, Gris é uma jovem esperançosa, perdida em seu próprio mundo, que lida com uma dolorosa experiência. Sua jornada pela tristeza se manifesta em seu vestido, que concede a ela novas habilidades para navegar melhor por sua realidade desbotada. Ao longo da história, Gris evolui emocionalmente e passa a ver o mundo de outra forma, revelando novos caminhos para explorar com o uso de suas novas habilidades. GRIS é uma experiência serena e evocativa, sem perigos, frustrações ou mortes. O jogador deve explorar um mundo elaborado meticulosamente, com um estilo delicado, animações detalhadas e uma elegante trilha sonora. Ao longo do jogo, irão se revelar quebra-cabeças simples, sequências de plataformas e desafios opcionais baseados em habilidades, à medida que você vai abrindo o mundo de Gris. GRIS é uma experiência quase sem texto, apenas com simples lembretes de controles representados por ícones universais. Qualquer um pode jogar, seja qual for seu idioma.

### Prêmios e indicações
| Ano  | Premiação                     | Categoria                                        | Resultado | Ref.          |
| ---- | ----------------------------- | ------------------------------------------------ | --------- | ------------- |
| 2019 | New York Game Awards          | Off Broadway Award para Melhor Jogo Independente | Indicado  | [ 8 ]         |
| 2019 | Annie Awards                  | Melhor Animação de Personagens em um Jogo        | Venceu    | [ 9 ]         |
| 2019 | D.I.C.E. Awards 2019          | Excelência em Animação                           | Indicado  | [ 10 ]        |
| 2019 | D.I.C.E. Awards 2019          | Excelência em Direção de Arte                    | Indicado  | [ 10 ]        |
| 2019 | NAVGTR Awards                 | Animação, Artístico                              | Indicado  | [ 11 ] [ 12 ] |
| 2019 | NAVGTR Awards                 | Direção de Arte, Contemporâneo                   | Venceu    | [ 11 ] [ 12 ] |
| 2019 | NAVGTR Awards                 | Mixagem de Trilha Sonora Original, Novo IP       | Indicado  | [ 11 ] [ 12 ] |
| 2019 | SXSW Gaming Awards            | Excelência em Arte                               | Indicado  | [ 13 ]        |
| 2019 | SXSW Gaming Awards            | Excelência em Visual                             | Indicado  | [ 13 ]        |
| 2019 | SXSW Gaming Awards            | Excelência em Trilha Sonora                      | Indicado  | [ 13 ]        |
| 2019 | SXSW Gaming Awards            | Nova Propriedade Intelectual Mais Promissora     | Indicado  | [ 13 ]        |
| 2019 | Game Developers Choice Awards | Melhor Estreia (Nomada Studio)                   | Indicado  | [ 14 ] [ 15 ] |
| 2019 | Game Developers Choice Awards | Melhor Arte Visual                               | Venceu    | [ 14 ] [ 15 ] |
| 2019 | British Academy Games Awards  | Realização Artística                             | Indicado  | [ 16 ]        |
| 2019 | British Academy Games Awards  | Jogo Estreante                                   | Indicado  | [ 16 ]        |
| 2019 | British Academy Games Awards  | Música                                           | Indicado  | [ 16 ]        |
| 2019 | Italian Video Game Awards     | Melhor Direção de Arte                           | Indicado  | [ 17 ]        |
| 2019 | Italian Video Game Awards     | Melhor Jogo Independente                         | Venceu    | [ 17 ]        |
| 2019 | Italian Video Game Awards     | Game Beyond Entertainment                        | Indicado  | [ 17 ]        |
| 2019 | Webby Awards 2019             | Melhor Design Visual                             | Venceu    | [ 18 ]        |
| 2019 | Games for Change Awards       | Melhor Gameplay                                  | Venceu    | [ 19 ] [ 20 ] |
| 2019 | Golden Joystick Awards        | Melhor Design Visual                             | Indicado  | [ 21 ]        |
| 2019 | Titanium Awards               | Melhor Arte                                      | Venceu    | [ 22 ] [ 23 ] |
| 2019 | Titanium Awards               | Melhor Desenvolvimento Espanhol                  | Indicado  | [ 22 ] [ 23 ] |
| 2019 | The Game Awards 2019          | Melhor Direção de Arte                           | Indicado  | [ 24 ] [ 25 ] |
| 2019 | The Game Awards 2019          | Jogo Mais Impactante                             | Venceu    | [ 24 ] [ 25 ] |
| 2019 | The Game Awards 2019          | Melhor Estreia Independente (Nomada Studio)      | Indicado  | [ 24 ] [ 25 ] |